# 荻原麟次郎
荻原 麟次郎（おぎわら りんじろう、1907年（明治40年）3月15日 - 1997年（平成9年）4月4日）は、日本の政治家。第14代秋田市長。

## 来歴
秋田県秋田市泉三嶽根出身。明治大学専門部卒。秋田県庁に入り、経済部長、出納長、会社社長、秋田県議会議員（4期、自民党）などを経て、1971年（昭和46年）、秋田市長選挙に保守系から立候補し、現職の革新系の川口大助を破って当選した。市長在職中は市民広場の夜間照明の設置、大型市町村圏（秋田、男鹿、南秋田、河辺）促進連絡会議の発足、点字による市の広報の発行などの施策を実行した。しかし、翌1972年（昭和47年）、市長選挙で現職の川口市長のスキャンダルを週刊誌に売り飛ばし、選挙妨害をしたとして解職請求が出され、同年12月の投票の結果、賛成が反対を上回り、荻原は市長を失職となった。1973年（昭和48年）の出直し市長選挙には立候補しなかった。その後、公職選挙法違反（虚偽事項の公表）で起訴され、1975年（昭和50年）、東京地裁で懲役1年2ヶ月、執行猶予3年の有罪判決を受けた。1997年（平成9年）に死去した。